# Videokonferenz-Erschöpfung
Unter Videokonferenz-Erschöpfung (englisch Zoom fatigue von Zoom Meetings) wird das Phänomen verstanden, dass virtuelle Konferenzen das Gehirn belasten und dadurch ermüdend sind.
Bei virtuellen Videokonferenzen kann Ermüdung eintreten,
- weil nonverbale Hinweise fehlen, z. B. Handgesten oder andere Körpersprachen, die das Gehirn sucht, aber nicht finden kann,
- weil ebensolche Signale von nicht aktiven Teilnehmern fehlen, die vom Gehirn normalerweise mit peripherer Sicht erfasst werden,
- weil auf eigene nonverbale Signale wie Stirnrunzeln oder das Heben der Augenbrauen die erwartete Reaktion ausbleibt,
- weil ein typischer Videoanruf eine anhaltende und intensive Aufmerksamkeit für Wörter verlangt,
- weil eine schlechte Videoqualität eine erhöhte Aufmerksamkeit erfordert,
- weil Mehrpersonenbildschirme das gleichzeitige Entschlüsseln vieler Menschen benötigt, was das Gehirn überfordern kann. Dies nennt man „kontinuierliche teilweise Aufmerksamkeit“, bei der das Gehirn von ungewohnten überschüssigen Reizen überwältigt wird, während es sich auf die Suche nach nonverbalen Hinweisen konzentriert, die es nicht finden kann.

Virtuelle Interaktionen können daher für das Gehirn erschöpfend sein.

## Zoom-Segen
Im Gegensatz dazu können Videoanrufe für Menschen mit neurologischen Schwierigkeiten beim persönlichen Austausch leichter sein, beispielsweise für Menschen mit Autismus, die von mehreren Gesprächspartnern überwältigt werden können.

## Geschichte
Während der Covid-19-Pandemie, die im März 2020 als solche erklärt wurde, hat sich der Anteil der Arbeit im Home-Office verdoppelt. Bereits im April war der Begriff „Zoom-Erschöpfung“ etabliert. Verschärfend tritt die Gleichförmigkeit des Shutdown-Alltags hinzu.